# Wojciech Boros
Wojciech Boros (ur. 10 kwietnia 1973 w Gdańsku) – polski poeta.

## Życiorys
Studiował historię na Uniwersytecie Gdańskim oraz dziennikarstwo i komunikację społeczną w Ateneum-Szkole Wyższej w Gdańsku. W latach 1993–1997 współtworzył Inicjatywę Poetycką „Almanach”.
Stypendysta Samorządu Województwa Pomorskiego (2003, 2007, 2010, 2011, 2014, 2020), Prezydenta Miasta Gdańska (2008) oraz Baltic Centre for Writers and Translators w Visby (Szwecja, 2012). 
Od 2010 wiceprezes, a od 2011 prezes gdańskiego oddziału Stowarzyszenia Pisarzy Polskich. Prowadzi spotkania literackie w ramach Przystani Poetyckiej „Strych” (wspólnie z Pawłem Baranowskim) oraz Sceny Literackiej „Blizy”; w latach 2006–2010 prowadził spotkania Pomostu Literackiego „Morena”. W latach 2013–2014 wziął udział w austriacko-polskim projekcie artystycznym Josefa Trattnera „SOFA. Polnische sofafahrten / Z sofą po Polsce”.
Publikował w licznych czasopismach literackich, m.in. w: „Akancie”, „Autografie”, „Cegle”, „Die Aussenseite Des Elementes”, „dwutygodniku.com”,  „FA-arcie”, „Fabulariach”, „Frazie”, „Frondzie”, „Gazecie Malarzy i poetów”, „Gazecie Wyborczej”, „Listoku”, „Litaraturnaj Biełarusi”, „Megalopolis”, „Opcjach”, „Packingtown Review”, „Portrecie”, „Prowincji”, „Toposie”, „Twórczości”, „Tytule”, „Undergruncie” i „Wyrazach”. Od 2009 odpowiada za dział poezji w kwartalniku artystycznym „Bliza”; stały współpracownik dwumiesięcznika literackiego „Autograf”. Jego wiersze były tłumaczone na języki: niemiecki, czeski, angielski, białoruski i ukraiński.
Autor książek: Nierealit górski (1997), Jasne i Pełne (2003), Złe zamiary (2008), Pies i Pan (2014) oraz audiobooka Pusta noc (w opracowaniu  muzycznym Marcina „Emitera” Dymitera; dodatek do kwartalnika artystycznego „Bliza” nr 4/2012). 

## Nagrody
- 1996 – I nagroda w konkursie „O Laur Czerwonej Róży”
- 2013 – Nagroda Prezydenta Miasta Gdańska w Dziedzinie Kultury za publikację w licznych czasopismach literackich, za konkursy jednego wiersza i slamy poetyckie oraz z okazji jubileuszu 20-lecia pracy twórczej[5]
- 2018 – Nagroda Prezydenta Miasta Gdańska w Dziedzinie Kultury z okazji jubileuszu 25-lecia pracy twórczej[5]
- 2023 – Nagroda Prezydenta Miasta Gdańska w Dziedzinie Kultury z okazji 30-lecia pracy twórczej[5]